# 志井公園駅
志井公園駅（しいこうえんえき）は、福岡県北九州市小倉南区志井六丁目にある、九州旅客鉄道（JR九州）日田彦山線の駅である。駅番号はJI06。

## 概要
すぐそばに北九州モノレールの企救丘駅がある。開業はモノレールの方が先であり、小倉までの運賃はJRのほうがモノレールより安いため、JRに乗客を奪われることを懸念した北九州市当局は当初当駅開設に反対した。JR側は一旦は駅新設申請書からこの駅を削除したが、その後北九州市側が折れ、再びJR側が追加申請して駅設置にこぎ着けた。
「SUGOCA」などのICカードは、エリア外のため利用出来ない。

## 歴史
- 1989年（平成元年）3月11日：開業[2]。
- 2017年（平成29年）3月4日：上り快速が石原町駅より各停に変更となり当駅に停車開始。
- 2022年（令和4年）3月11日：きっぷうりばの営業を終了[3]。
- 2023年（令和5年）3月18日：終日無人化[4]。

## 駅構造

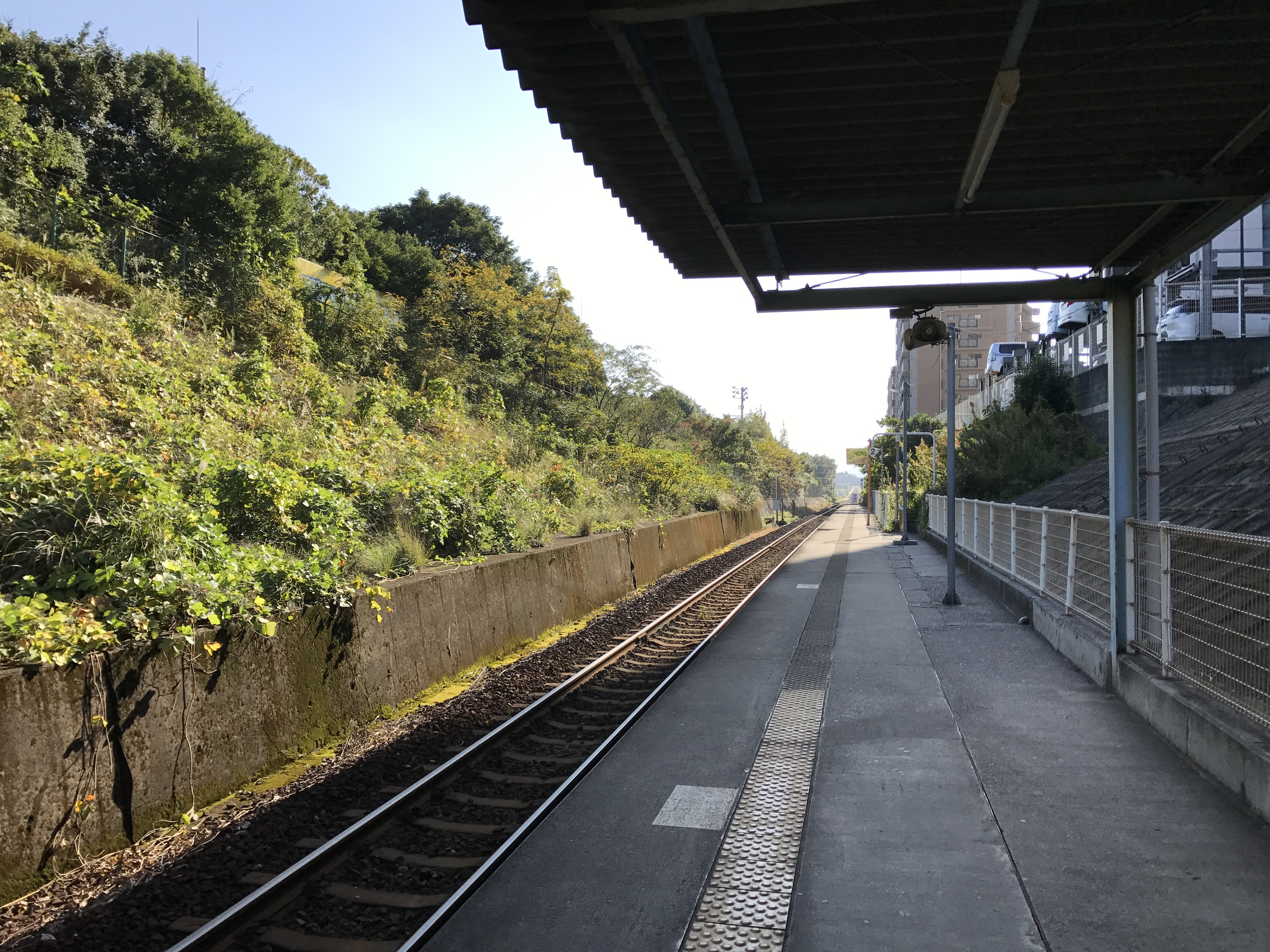
ホーム

単式ホーム1面1線を有する地上駅である。掘割内にホームがあるため、駅舎まではスロープまたは階段で結ばれている。駅舎はトンガリ屋根になっている。
無人駅で、自動券売機が設置されている。自動改札機は設置されていない。
JRの特定都区市内制度における「北九州市内」の駅である。

## 利用状況
2020年（令和2年）度の1日平均乗車人員は665人である。
JR九州及びとうけい北九州によると、近年の1日平均乗車人員の推移は以下の通り。
| 年度   | 1日平均 乗車人員 |
| ------ | ---------------- |
| 2000年 | 873              |
| 2001年 | 772              |
| 2002年 | 740              |
| 2003年 | 720              |
| 2004年 | 739              |
| 2005年 | 755              |
| 2006年 | 740              |
| 2007年 | 751              |
| 2008年 | 808              |
| 2009年 | 827              |
| 2010年 | 832              |
| 2011年 | 836              |
| 2012年 | 881              |
| 2013年 | 884              |
| 2014年 | 836              |
| 2015年 | 841              |
| 2016年 | 854              |
| 2017年 | 847              |
| 2018年 | 886              |
| 2019年 | 860              |
| 2020年 | 665              |

## 駅周辺
小倉南区の中央部に開発された住宅地に立地する。駅の斜め向かいに北九州モノレールの線路と車庫がある。駅周辺に特に大きな商業施設は無く、駅前にバス路線は全く通っていない。
- 北九州モノレール
  - 本社・車両基地
  - 企救丘駅（西へ約200 m[1]）
- 独立行政法人国立高等専門学校機構 北九州工業高等専門学校
- 独立行政法人高齢・障害・求職者雇用支援機構九州職業能力開発大学校（ポリテクカレッジ九州）
- 医療法人成康会
  - 堤小倉病院
  - 介護老人保健施設 博慈苑
- 常磐高等学校
- 北九州市立企救丘小学校
- 北九州市立志井小学校
- 志井公園 - 駅前
  - アドベンチャープール（志井公園内の施設扱い）
- 九州自動車道・東九州自動車道 北九州ジャンクション
- スーパー銭湯四季の華（スポーツガーデンフェニックス小倉南校） - 旧・北九州市立交通科学館跡

## 隣の駅
九州旅客鉄道（JR九州）
 日田彦山線
■快速（上りのみ運転）・■普通
石田駅 (JI05) - 志井公園駅 (JI06) - 志井駅 (JI07)